# Триселенид диродия
Триселенид диродия — бинарное неорганическое соединение
родия и селена
с формулой Rh2Se3,
кристаллы.

## Получение
- Нагревание стехиометрических количеств чистых веществ:

{\displaystyle {\mathsf {2Rh+3Se\ {\xrightarrow {1200^{o}C}}\ Rh_{2}Se_{3}}}}

## Физические свойства
Триселенид диродия образует кристаллы
ромбической сингонии,
пространственная группа P bcn,
параметры ячейки a = 0,8888 нм, b = 0,6294 нм, c = 0,6423 нм, Z = 4,
структура типа сульфида родия(III) Rh2S3
.
При температуре 727 °С в соединении происходит фазовый переход .
Соединение конгруэнтно плавится при температуре ≈1235 °С .